# Алфей (река)
 Тази статия е за реката.  За речния бог вижте Алфей.  
Алфей (на гръцки: Αλφειός, Alfios; на старогръцки: Ἀλφειός, Alpheios; на латински: Alpheus; друго гръцко име Roufiás Ρουφιάς) e главна река, дълга 110 км, на гръцкия полуостров Пелопонес. В древногръцката митология е свързана с речния бог Алфей и Аретуза. В един от подвизите си Херакъл отклонява реките Алфей и Пеней, за да почисти Авгиевите обори.
Алфей извира в Аркадия на 800 м н.м.р. от северозападната част на планината Парнон близо до аркадската столица Триполи югоизточно от селището Асеа и северозападно от селището Влахокерасеа. Река Алфей тече през долината на Мегалополи. При Mouria Алфей свива на запад и тече към Олимпия, едно от най-големите светилища на Зевс в Древна Гърция и на северната част от Кипарисиадския пролив и между селищата Spiantza на север и Paralia Epataliou на юг се влива в Йонийско море.
На реката преди устието се намира град Пиргос в западната част на Пелопонес.